# Heinrich Luden
Heinrich Luden, född 10 april 1778 i Loxstedt vid Stade, död 23 maj 1847 i Jena, var en tysk historiker.
Luden blev 1806 professor vid universitetet i Jena. Han utgav bland annat flera biografier (däribland en över Hugo Grotius, 1806), tidskriften "Nemesis, Zeitschrift für Politik und Geschichte" (tolv band, 1814–1818) och det illa planlagda, omfattande verket Geschichte des teutschen Volkes (tolv band, 1825–1837; går till 1237), vars nyktert rationalistiska bedömande av medeltiden blev föremål för mycken kritik.